# 효자 김연 정려
효자 김연 정려(孝子 金璉 旌閭)는 세종특별자치시 연서면 청라리에 있는, 조선시대의 효자 김연(金璉)의 행적을 기리는 정려문이다.  2001년 5월 31일 연기군의 향토유적 제7호로 지정되었다가, 행정구역 개편에 따라 2014년 9월 30일 세종특별자치시의 향토문화유산 제7호로 재지정되었다.

## 개요
효자 김연 정려(孝子 金璉 旌閭)는 조선시대 효자 김연(金璉, 1712~1790)의 효행(孝行)을 세상에 널리 알려 칭찬하고 기억하기 위해 나라에서 하사한 명정(銘旌)을 현판(懸板)으로 걸어놓은 정문(旌門)이다.
김연은 중병에 걸린 아버지를 위해 손가락을 잘라 피를 드리고 지극정성으로 간호하였으며, 돌아가신 후에는 3년 동안 묘소 옆에 움막을 짓고 살면서 곁을 지켰다. 그가 무덤을 지키는 동안 까마귀가 날아와 함께 머물렀고 밤에는 호랑이가 그를 지켜주었다고 한다.
김연의 효행에 대해 지역의 유림(儒林)들이 여러 차례 글을 올렸으며, 정조(正祖, 1752~1800)가 화성(華城)으로 행차하였을 때는 70여명의 선비들이 또 다시 청원하여, 1807년(순조 7)에 명정과 급복(給復)을 받게 되었다. 내부에는 김연의 현판(懸板)과 유인철(柳寅哲)이 지은 김연의 행적이 있다.

## 현지 안내문
김연(金璉)의 자는 성기(聖器)로 1721년(경종1) 12월 24일에 태어나 785년(정조9) 그이 나이 64세에 세상을 떠났다.
공은 홀로계신 아버지의 중병에 백방으로 약이란 약을 다썼으나 아무런 효과가 없자 고심하던중 어느 날 아버지가 위급하게 되자 손가락을 잘라 피를 내어 먹이니 그 차도가 점점 좋아졌다. 이에 크게 용기를 얻어 밤낮을 가리지 않고 병간호를 극진히 하였음에도 불구하고 2녕이 못가서 아버지께서 돌아가시자 묘소에 막을 짓고 3년간 시묘하니 효행이 널리 퍼져 유림에서는 조정에 공의 효성을 상신하였다.
임금은 공에게 극진한 효행이라 하여 1838년(헌종4) 정문을 세워 모든 이들의 본보기로 삼게 하였다.